# Échangeur de Vottem

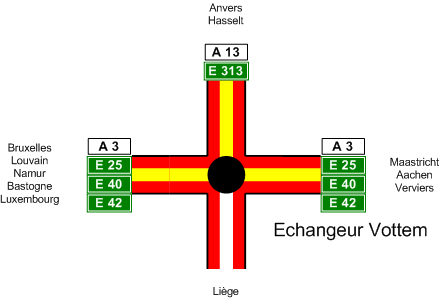
Représentation schématique de l'échangeur de Vottem

L'échangeur de Vottem est un échangeur de Belgique entre l'A3 (E40) et l'A13 (E313).